# Sara Renner
Sara Renner (* 10. April 1976 in Golden/British Columbia) ist eine ehemalige kanadische Skilangläuferin. Ihre größten Erfolge waren Silber im Teamsprint bei den Olympischen Winterspielen 2006 und Einzel-Bronze bei den Nordischen Skiweltmeisterschaften 2005 in Oberstdorf.

## Werdegang

### Erste Jahre
Renner, deren Eltern Barb and Sepp Renner seit 1983 die Assiniboine Lodge in Alberta betrieben, gab ihr internationales Debüt bei den Junioren-Weltmeisterschaften 1994 in Breitenwang. Nach einem schwachen 44. Platz über die 5-km-Einzeldistanz wurde sie 24. über die 15 km im freien Stil. Ab Dezember 1994 startete sie für ein Jahr bei den kanadischen Rennen im Skilanglauf-Continental-Cup. In Vernon erreichte sie dabei im März 1995 zweimal als Dritte das Podium. Bei den Junioren-Weltmeisterschaften 1996 in Asiago lief Renner auf einen schwachen 41. Platz über die 5 km, bevor sie über 15 km als 34. ins Ziel lief. Knappe drei Wochen später gab Renner in Trondheim ihr Debüt im Skilanglauf-Weltcup. Als 70. lief sie dem Feld jedoch hinterher und schaffte so nicht den Sprung in den Weltcup-Kader. Sie verblieb im B-Kader und startete weiter im Continental Cup sowie bei FIS-Rennen in ihrer Heimat Kanada. Bei ihren ersten Nordischen Skiweltmeisterschaften 1997 in Trondheim erreichte sie in allen Läufen nur Platzierungen jenseits der Top 50. Zu Beginn des Winters 1997/98 kam sie im Val di Fiemme erneut bei zwei Weltcup-Rennen zum Einsatz, blieb aber erneut ohne Punkteerfolg.
Bei den Olympischen Winterspielen 1998 in Nagano blieb Renner in allen drei Einzelrennen jenseits der Top 50. Im folgenden Continental Cup am Mount Shark lief sie als Zweite nach 30 km im klassischen Stil zu ihrem bis dahin besten Ergebnis dieser Serie. Im Winter 1999/2000 startete Renner erneut bei vier Weltcup-Rennen, nachdem sie im Continental Cup erneut Podiumsplätze erreichte. Bei allen vier Rennen in Sappada, Davos, Trondheim und Ulrichen blieb sie ohne Punktegewinn. Am 10. Dezember 2000 gelang Renner in Saint-Gabriel-de-Valcartier erstmals der Sieg im Continental Cup. Auch nach den beiden anschließenden Rennen an gleicher Stelle stand sie auf dem Podium. Am 10. Januar 2001 startete Renner in Soldier Hollow wieder im Weltcup, wobei es ihr mit einem 15. Platz deutlich glang in die Punkteränge zu laufen. Bei den folgenden Weltmeisterschaften 2001 in Lahti erreichte sie drei Top-40-Platzierungen. So wurde sie jeweils 37. im Einzel und der Verfolgung und 38. im Sprint. Bis zum Saisonende bestritt sie in der Folge noch weitere Weltcup-Rennen und konnte dabei in Oslo noch einmal in die Punkteränge laufen. Mit den insgesamt gewonnenen 30 Weltcup-Punkten wurde sie 63. der Weltcup-Gesamtwertung. Bei den Kanadischen Meisterschaften 2001 sicherte sie sich Silber über 10 km im freien Stil hinter Beckie Scott.

### Durchbruch im Weltcup und WM-Bronze
Am 16. Dezember 2001 gehörte Renner erstmals zur Weltcup-Staffel der Kanadier. In Davos wurde sie gemeinsam mit Beckie Scott, Milaine Thériault und Amanda Fortier Sechste. Zurück im Continental Cup lief sie in Vernon im Januar 2002 erneut zweimal aufs Podium. Bei den folgenden Olympischen Winterspielen 2002 in Salt Lake City lief sie auf den 13. Platz über 10 km. Nach dem 17. Platz in der zweimal 5 km Verfolgung wurde sie Neunte im Sprint. Mit der kanadischen Staffel wurde Renner nach viermal 5 km Achte. Zur Saison 2002/03 gehörte Renner erstmals fest zum Kader im Skilanglauf-Weltcup. Nach ersten deutlichen Punktegewinnen sicherte sie sich in Linz als Achte ihren ersten Top-10-Platz. Im Februar ging sie bei den Nordischen Skiweltmeisterschaften 2003 im Val di Fiemme an den Start. Nach Platz 16 im 10-km-Einzelrennen lief sie im Skiathlon auf Rang 17. Im Sprint lief sie in die Top 10 und wurde am Ende Siebente. Im März beendete sie ihre erste komplette Weltcup-Saison auf Rang 35 der Gesamtwertung.
In die Saison 2003/04 kam Renner nur schwer. In den Einzelrennen lief sie meist nur im Mittelfeld ins Ziel. Erst im Januar gelang ihr beim Sprint von Nové Město na Moravě als Achte wieder ein gutes Resultat. Auf den gleichen Platz lief sie auch beim Sprint von Drammen. Bei den Kanadischen Meisterschaften 2004 in Charlo gewann Renner drei Silbermedaillen. Auch der Start im Weltcup des folgenden Winters 2004/05 fiel Renner schwer. So startete sie zwischenzeitlich im Skilanglauf-Nor-Am-Cup und gewann dort das Rennen in Canmore. Zwei Wochen später verpasste sie beim Teamsprint-Weltcup von Pragelato als Vierte mit Beckie Scott nur knapp das Podium.
Bei den Nordischen Skiweltmeisterschaften 2005 in Oberstdorf gewann Renner die Bronzemedaille im Sprint. Im Teamsprint wurde sie mit Beckie Scott Zehnte. Wenige Wochen später erreichte Renner nach weiteren Platzierungen in den Punkterängen den 26. Platz der Gesamtwertung.

### Erfolgreichster Winter 2005/06
Der folgende Winter 2005/06 wurde Renners erfolgreichste Saison. Nach einem schwachen Start in Düsseldorf ging sie als Trainingsmaßnahme für einige Rennen in den Nor Am Cup. Nach zwei Siegen in Vernon und zwei zweiten Plätzen in Canmore kam Renner zurück in den Weltcup-Kader. Bereits in ihrem zweiten Weltcup fuhr Renner als Dritte im Sprint von Vernon erstmals auf ein Einzelpodium im Weltcup. In Davos wurde sie Zweite über die 10-km-Einzeldistanz. Bei den Olympischen Winterspielen 2006 in Turin gewann sie im Teamsprint gemeinsam mit Beckie Scott die Silbermedaille. Zur Hälfte des Laufs lag Renner in Führung, als einer ihrer Skistöcke zerbrach und sie von der schwedischen, der finnischen und der norwegischen Läuferin überholt wurde. Der Trainer der norwegischen Mannschaft, Bjørnar Håkensmoen, gab ihr daraufhin einen seiner Skistöcke. Dank dieser fairen Geste konnte Renner den Lauf fortsetzen und letztlich belegten die Kanadierinnen den zweiten Platz, Norwegen wurde Vierter.
Beim ersten Weltcup nach den Spielen in Borlänge lief Renner erneut aufs Podium und wurde Dritte. Es blieb ihr letztes Top-Ergebnis der Saison, welche Renner als Zehnte im Gesamtweltcup beendete. In der Sprintwertung wurde sie Elfte.

### Leistungseinbruch im Winter 2006/07
In die Saison 2006/07 konnte Renner wie in den Jahren zuvor nur schwach starten. Bei erneuten Rennen im Nor Am Cup feierte sie jedoch zwei weitere Siege. Im Weltcup erreichte sie in der Saison nicht einmal die Top 10 und wurde so schließlich nur 46. der Gesamtwertung. Im März gelang ihr jedoch der Gewinn ihres ersten nationalen Titels über 30 km bei den kanadischen Meisterschaften 2008 im Callaghan Valley. Nachdem sie im folgenden Winter erstmals mit guten Ergebnissen gestartete war, bestritt Renner auch die Tour de Ski 2008/09 erstmals komplett und belegte nach guten Etappenresultaten den 15. Gesamtrang. Bei der folgenden Olympia-Generalprobe auf den Loipen in Whistler konnte sie auch bei den Nordischen Skiweltmeisterschaften 2009 in Liberec noch einmal überzeugen. So lief sie nach einem neunten Platz im 10-km-Einzel auf Platz 15 in der Verfolgung. Im Teamsprint wurde sie gemeinsam mit Perianne Jones Sechste. Beim Skilanglauf-Weltcup-Finale 2009 verpasste sie gute Platzierungen zum Saisonende deutlich und wurde nur 31.
Im August 2009 startete Renner in Snowfarm für zwei Rennen im Skilanglauf-Australia/New-Zealand-Cup. Beide Rennen konnte sie dabei deutlich gewinnen. Im Weltcup gelang ihr in der Folge zu Beginn der Saison 2009/10 kein Top-Ergebnis mehr. Erst im Februar 2010 gelang Renner auf ihrer Heimstrecke in Canmore noch einmal ein Dritter Rang. Mit dem folgenden Start bei den Olympischen Winterspielen 2010 beendete sie ihre aktive Skilanglauf-Karriere. Dabei lief sie in der Verfolgung noch einmal auf den zehnten Platz.

## Erfolge

### Siege bei Continental-Cup-Rennen
| Nr. | Datum             | Ort                         | Disziplin           | Serie                     |
| --- | ----------------- | --------------------------- | ------------------- | ------------------------- |
| 1.  | 10. Dezember 2000 | Saint-Gabriel-de-Valcartier | 10 km Freistil      | Continental Cup           |
| 2.  | 6. Januar 2005    | Canmore                     | 10 km Verfolgung    | Nor Am Cup                |
| 3.  | 26. November 2005 | Vernon                      | 2 × 5 km Verfolgung | Nor Am Cup                |
| 4.  | 27. November 2005 | Vernon                      | Sprint              | Nor Am Cup                |
| 5.  | 3. Januar 2008    | Duntroon                    | 10 km Verfolgung    | Nor Am Cup                |
| 6.  | 6. Januar 2008    | Duntroon                    | 10 km klassisch     | Nor Am Cup                |
| 7.  | 23. August 2009   | Snow Farm                   | 10 km klassisch     | Australia/New Zealand Cup |
| 8.  | 25. August 2009   | Snow Farm                   | 5 km Freistil       | Australia/New Zealand Cup |

## Platzierungen im Weltcup

### Weltcup-Statistik
Die Tabelle zeigt die erreichten Platzierungen im Einzelnen.
- 1.–3. Platz: Anzahl der Podiumsplatzierungen
- Top 10: Anzahl der Platzierungen unter den ersten zehn
- Punkteränge: Anzahl der Platzierungen innerhalb der Punkteränge
- Starts: Anzahl gelaufener Rennen in der jeweiligen Disziplin
- Hinweis: Bei den Distanzrennen erfolgt die Einordnung gemäß FIS.

| Platzierung         | Distanzrennen a | Distanzrennen a | Distanzrennen a | Distanzrennen a | Distanzrennen a | Skiathlon Verfolgung | Sprint | Etappen- rennen b | Gesamt | Team c | Team c  |
| Platzierung         | ≤ 5 km          | ≤ 10 km         | ≤ 15 km         | ≤ 30 km         | > 30 km         | Skiathlon Verfolgung | Sprint | Etappen- rennen b | Gesamt | Sprint | Staffel |
| ------------------- | --------------- | --------------- | --------------- | --------------- | --------------- | -------------------- | ------ | ----------------- | ------ | ------ | ------- |
| 1. Platz            |                 |                 |                 |                 |                 |                      |        |                   |        |        |         |
| 2. Platz            |                 | 1               |                 |                 |                 |                      |        |                   | 1      |        |         |
| 3. Platz            |                 |                 |                 |                 |                 |                      | 3      |                   | 3      |        |         |
| Top 10              |                 | 3               | 1               |                 | 1               | 1                    | 10     |                   | 16     | 4      | 6       |
| Punkteränge         | 4               | 20              | 5               | 5               | 1               | 19                   | 37     | 2                 | 93     | 8      | 7       |
| Starts              | 13              | 37              | 10              | 7               | 2               | 23                   | 49     | 3                 | 144    | 8      | 7       |
| Stand: Karriereende |                 |                 |                 |                 |                 |                      |        |                   |        |        |         |

### Weltcup-Gesamtplatzierungen
| Saison  | Gesamt | Gesamt | Distanz | Distanz | Sprint | Sprint |
| Saison  | Punkte | Platz  | Punkte  | Platz   | Punkte | Platz  |
| ------- | ------ | ------ | ------- | ------- | ------ | ------ |
| 2000/01 | 30     | 63.    | -       | -       | 14     | 54.    |
| 2001/02 | 66     | 47.    | -       | -       | 56     | 30.    |
| 2002/03 | 128    | 35.    | -       | -       | 94     | 21.    |
| 2003/04 | 164    | 28.    | 78      | 33.     | 86     | 23.    |
| 2004/05 | 181    | 26.    | 59      | 35.     | 131    | 14.    |
| 2005/06 | 446    | 10.    | 233     | 15.     | 213    | 11.    |
| 2007/08 | 79     | 46.    | 39      | 36.     | 40     | 43.    |
| 2008/09 | 336    | 22.    | 238     | 18.     | 34     | 45.    |
| 2009/10 | 203    | 39.    | 83      | 40.     | 60     | 41.    |

## Privates
Renner ist Athletenbotschafterin der Entwicklungshilfeorganisation Right to Play. Sie ist mit dem kanadischen Alpin-Skirennläufer Thomas Grandi verheiratet. Am 1. Februar 2007 kam ihre Tochter Aria zur Welt. Bereits 2001 posierte sie nackt für den Kalender Nordic Nudes, um damit Geld für das kanadische Frauen-Skilanglauf-Team zu sammeln. Seit dem Ende ihrer aktiven Karriere betreibt sie mit ihrem Ehemann das Hotel Paintbox Lodge in Canmore.